# Bob McLeod (homme politique)
Bob McLeod, né en 1952 à Fort Providence (Territoires du Nord-Ouest), est un homme politique canadien. En 2007, il est élu député à l'Assemblée législative des Territoires du Nord-Ouest et, de 2011 à 2019, exerce la fonction de Premier ministre des Territoires du Nord-Ouest.

## Biographie
Il est né en 1952 et a grandi à Fort Providence dans les Territoires du Nord-Ouest. McLeod est titulaire d'un Bachelor of Commerce de l'Université de l'Alberta et d'un diplôme d'honneur en management administratif de l'Institut de technologie de l'Alberta du nord. Il a suivi un programme d'études nationales et internationales au Collège militaire royal à Kingston en Ontario. Il a été fonctionnaire fédéral dans les Territoires du Nord-Ouest.

### Carrière politique
McLeod s'est présenté comme candidat à l'Assemblée législative des Territoires du Nord-Ouest et il a été élu lors des élections générales des Territoires du Nord-Ouest en 2007. Il a défait 2 autres candidats en remportant 60 % du vote populaire de Yellowknife-Sud. Après les élections McLeod a obtenu les portefeuilles des Ressources humaines, de l'industrie, du tourisme et des investissements, de l'utilité publique et de l'économie d'énergie.
McLeod s'est présenté pour une réélection lors des élections générales des Territoires du Nord-Ouest en 2011 et est réélu pour un second mandat. À la suite des élections, il a proposé sa candidature au poste de premier ministre, et l'a obtenu, face à deux autres candidats, devenant ainsi le 12e premier ministre des Territoires du Nord-Ouest.
Son frère Michael McLeod fut également député de l'Assemblée législative des Territoires du Nord-Ouest de 1999 à 2011.